# Parablepisanis rufa
Parablepisanis rufa är en skalbaggsart som beskrevs av Stefan von Breuning 1956. Parablepisanis rufa ingår i släktet Parablepisanis och familjen långhorningar.
Artens utbredningsområde är Gabon. Inga underarter finns listade i Catalogue of Life.